# Chorizanthe stellulata
Chorizanthe stellulata är en slideväxtart som beskrevs av George Bentham. Chorizanthe stellulata ingår i släktet Chorizanthe och familjen slideväxter. Inga underarter finns listade i Catalogue of Life.